# Peristedion amblygenys
Peristedion amblygenys är en fiskart som beskrevs av Fowler, 1938. Peristedion amblygenys ingår i släktet Peristedion och familjen Peristediidae. IUCN kategoriserar arten globalt som otillräckligt studerad. Inga underarter finns listade i Catalogue of Life.